# موزه پزشکی ارمنیان
موزه پزشکی ارمنیان (مجموعه خصوصی هاروتیون میناسیان (انگلیسی: Armenian Medical Museum (Harutyun Minasian's private collection)) در ۱۸ مه ۱۹۹۹ در ایروان گشایش یافت.

## تاریخچه
در سال ۱۹۹۹ موزه به عنوان یکی از موزه‌های خصوصی ارمنستان توسط وزارت بهداشت جمهوری ارمنستان به ثبت رسید.

## نمایشگاه‌ها
از حدود ۳۰٬۰۰۰ قطعه مجموعه هاروتیون میناسیان تنها ۵۰۰۰ قطعه در موزه به نمایش عمومی قرار گرفته‌است. علاوه بر این، در این موزه کتاب‌های پزشکی که ۱۰۰ تا ۲۰۰ سال پیش در کشورهای مختلف منتشر شده است نگهداری می‌شود.

## نشانی
این موزه در طبقه ششم مرکز پزشکی آرابگیر واقع شده‌است.

## نگارخانه

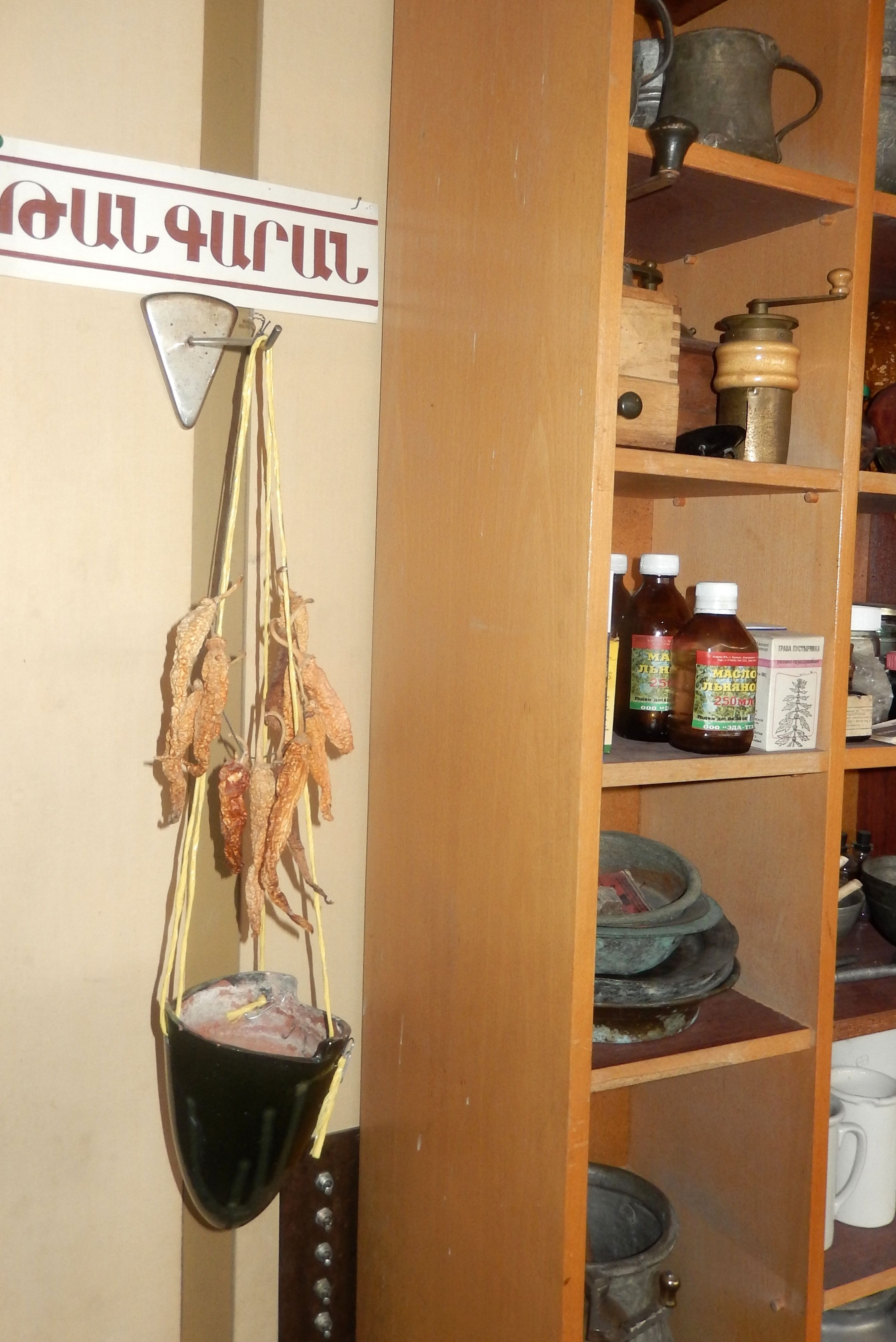
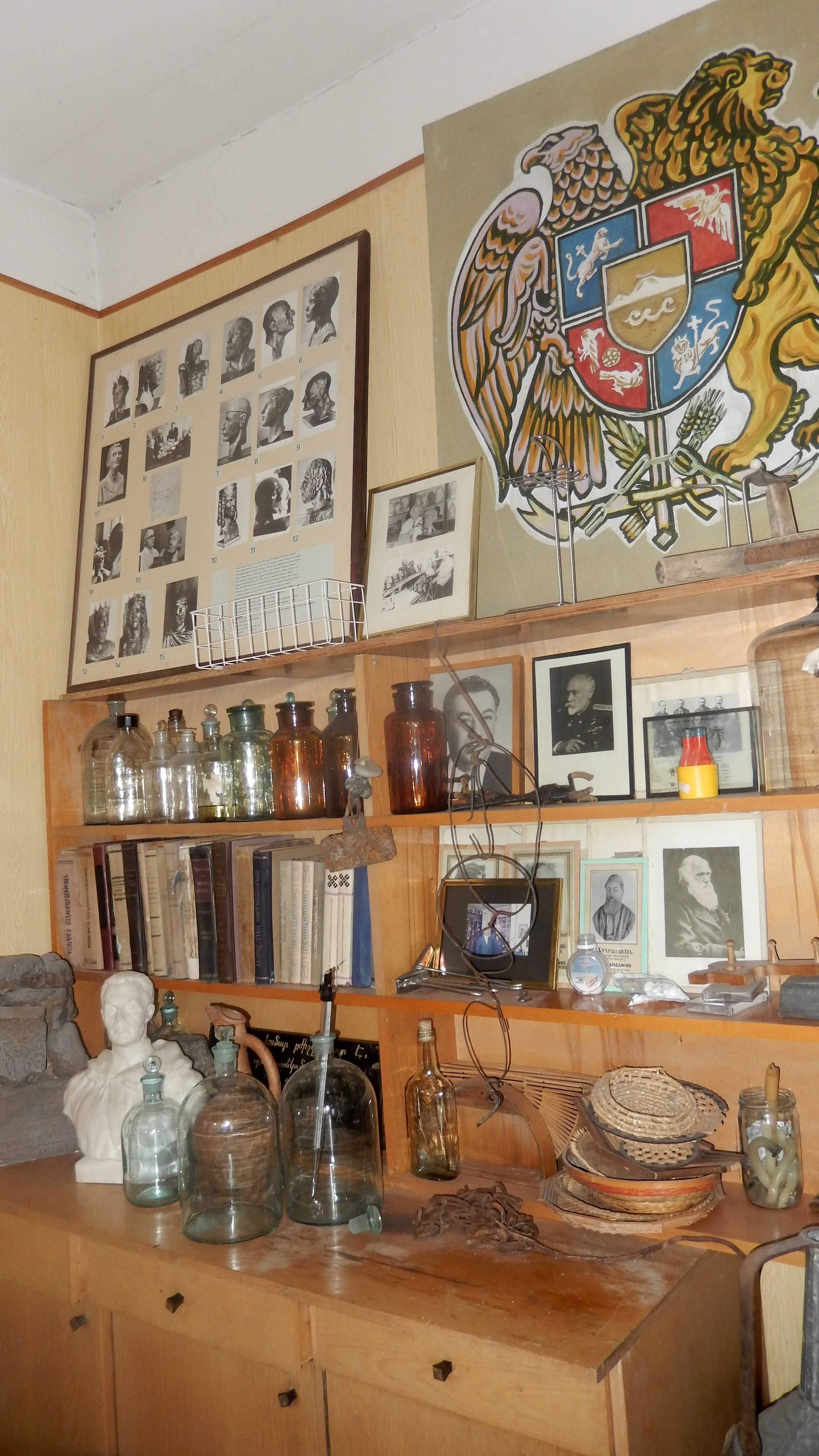
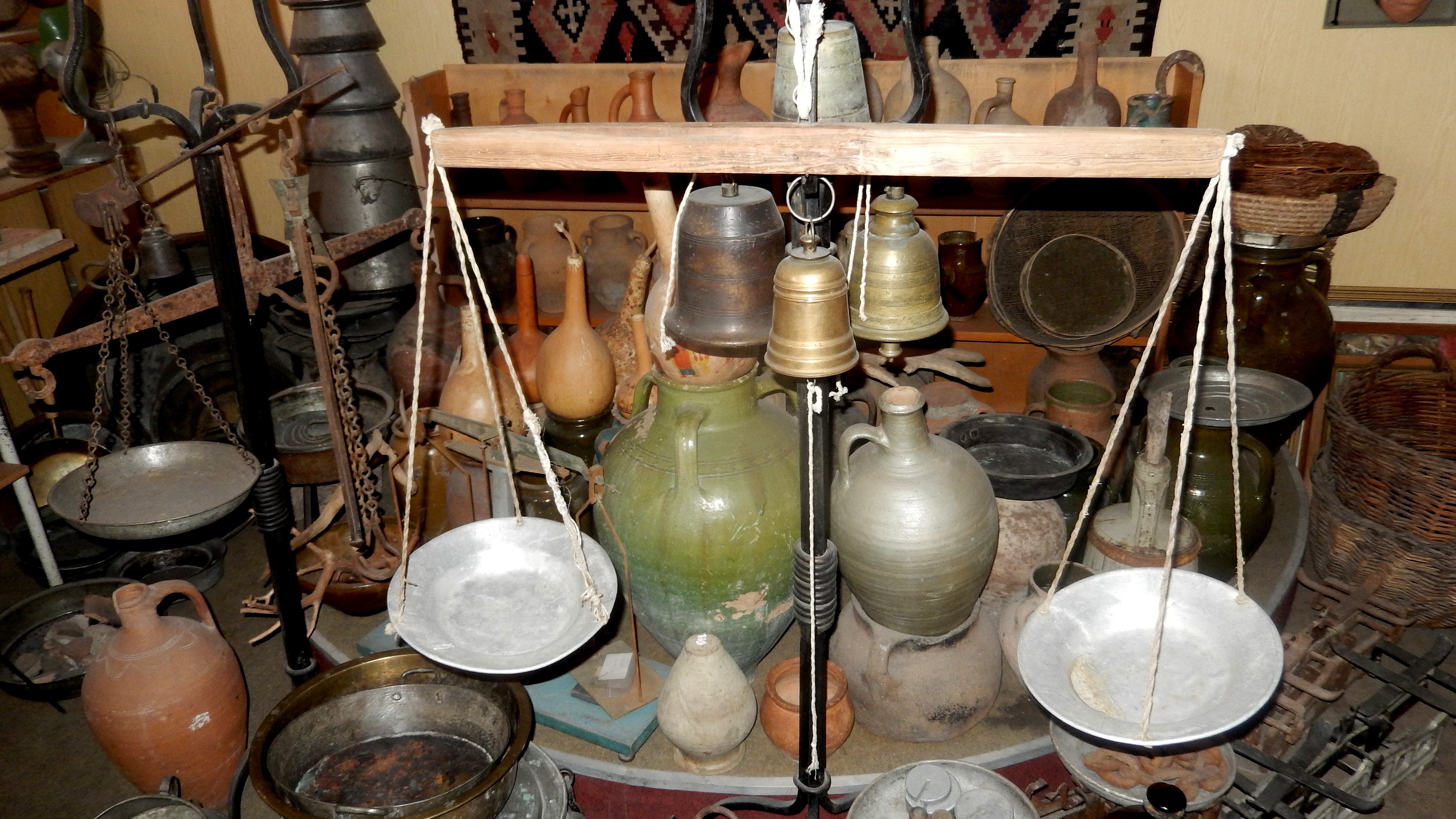
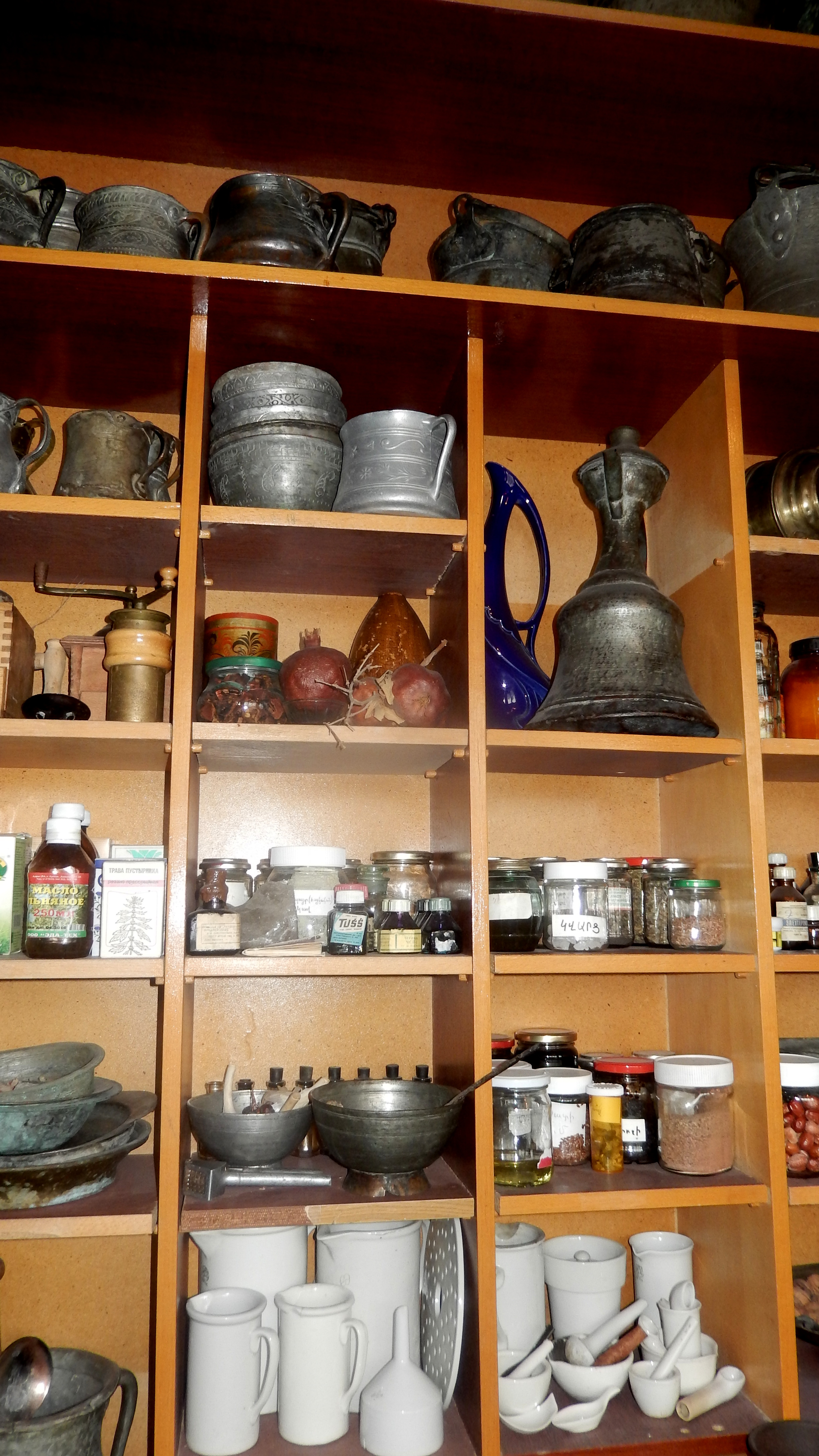
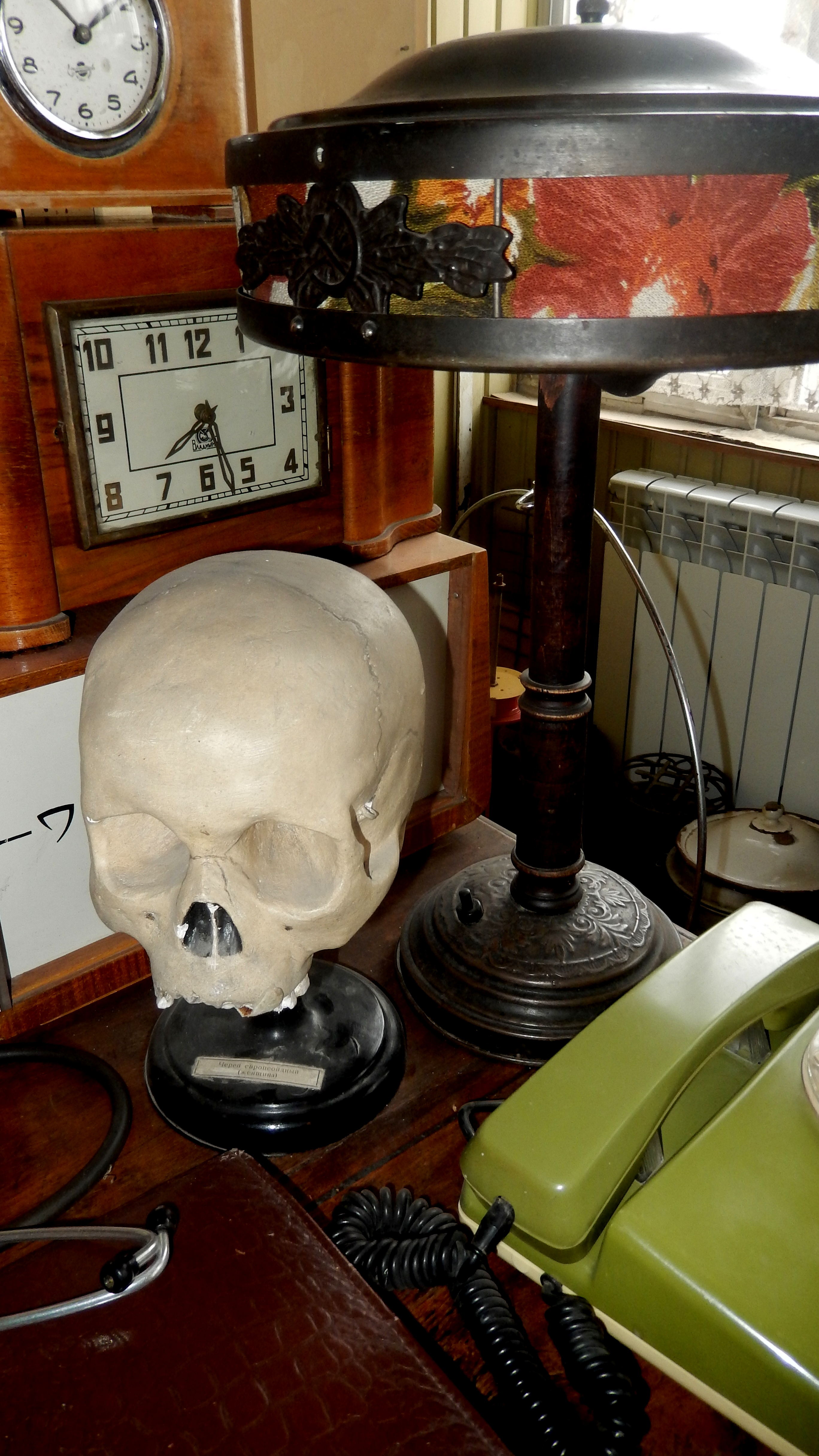
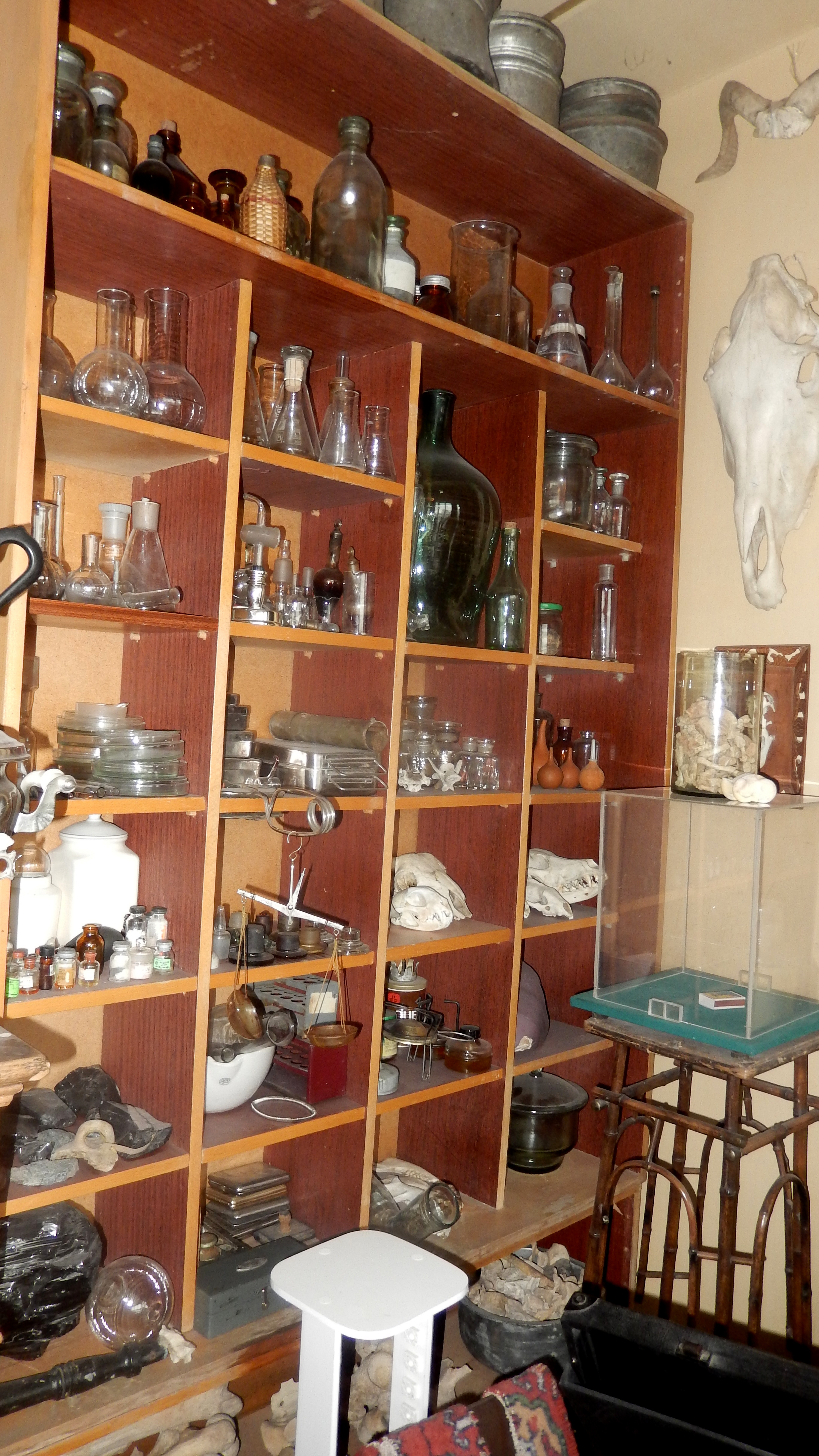
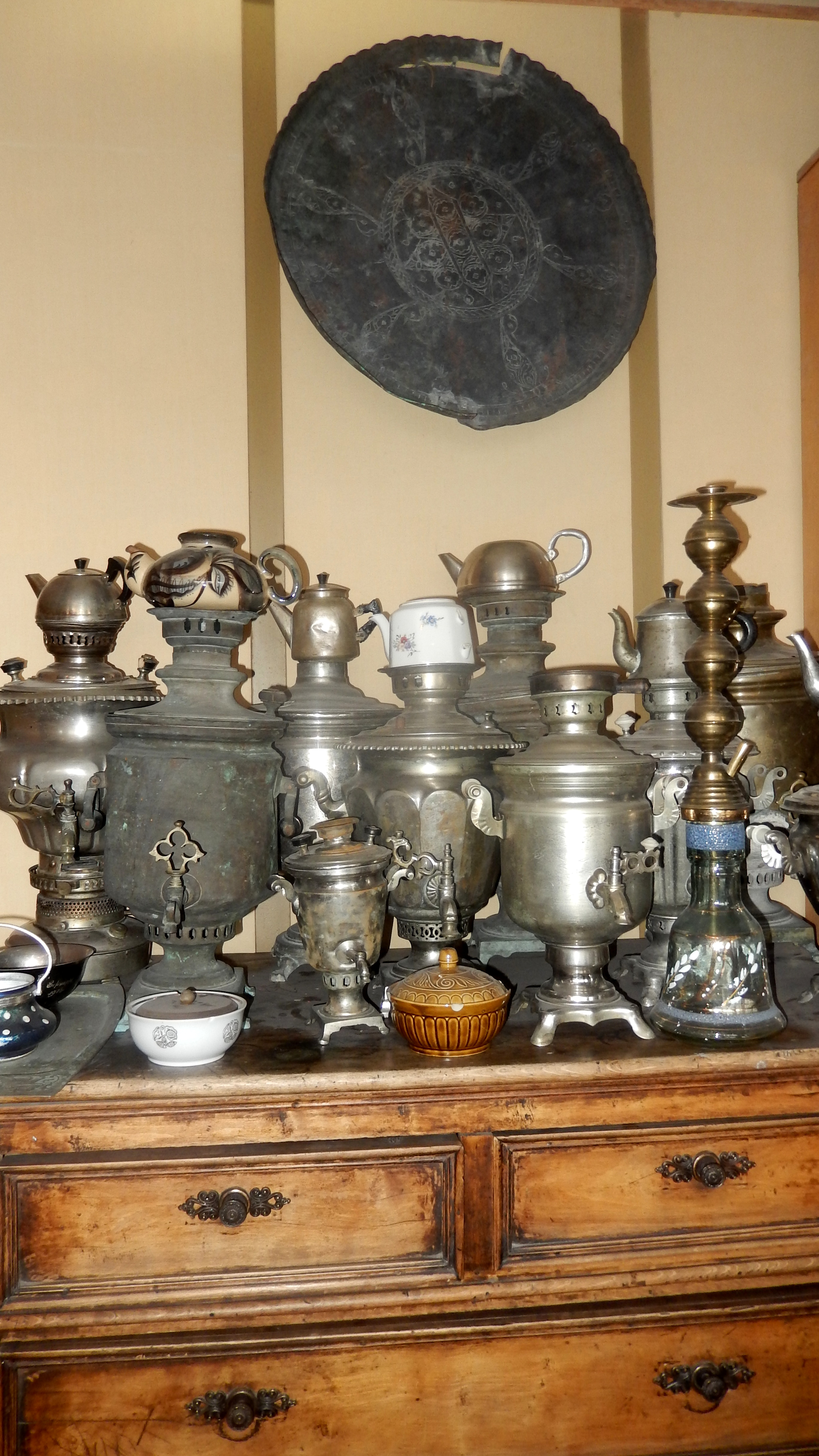
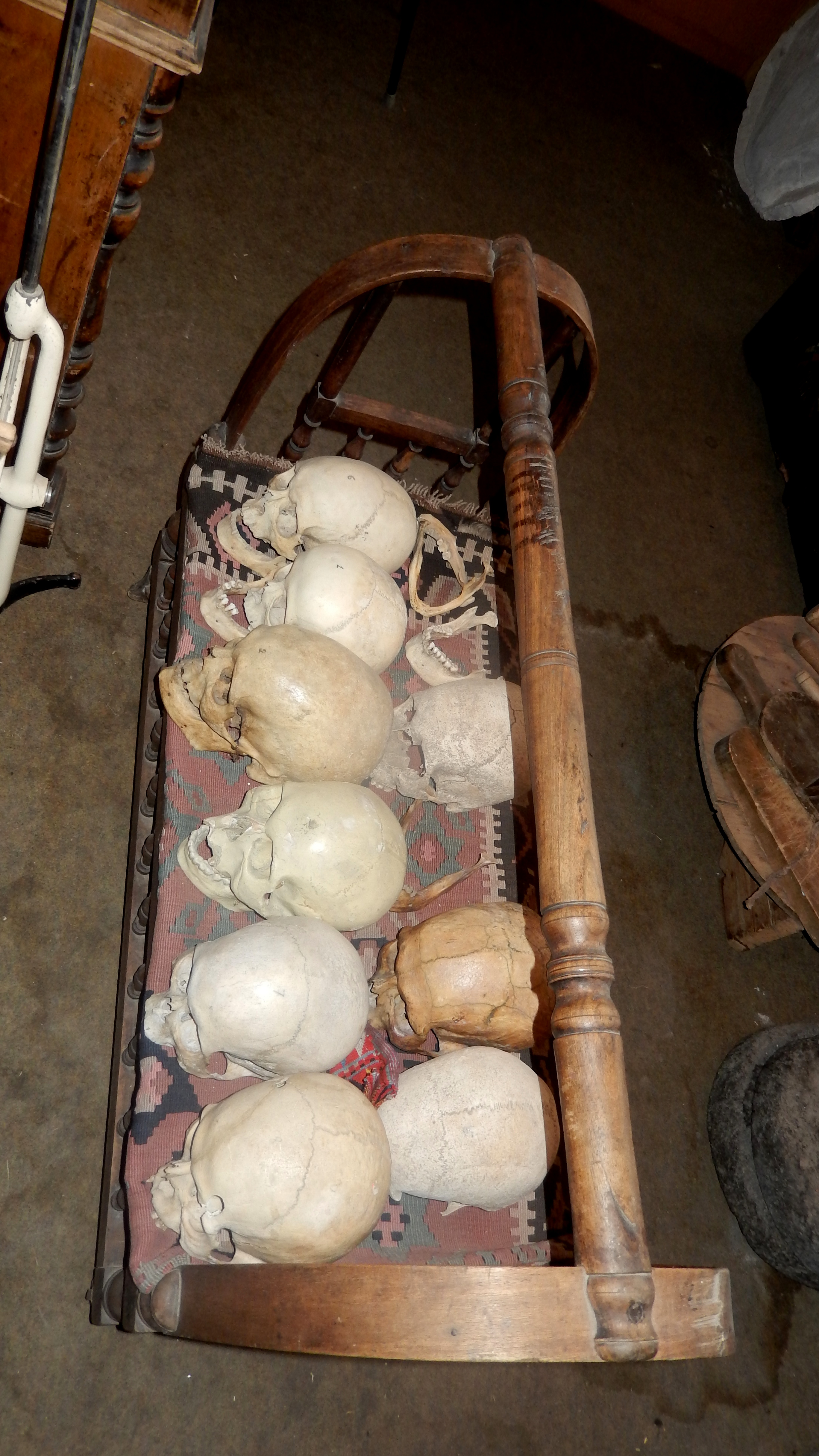
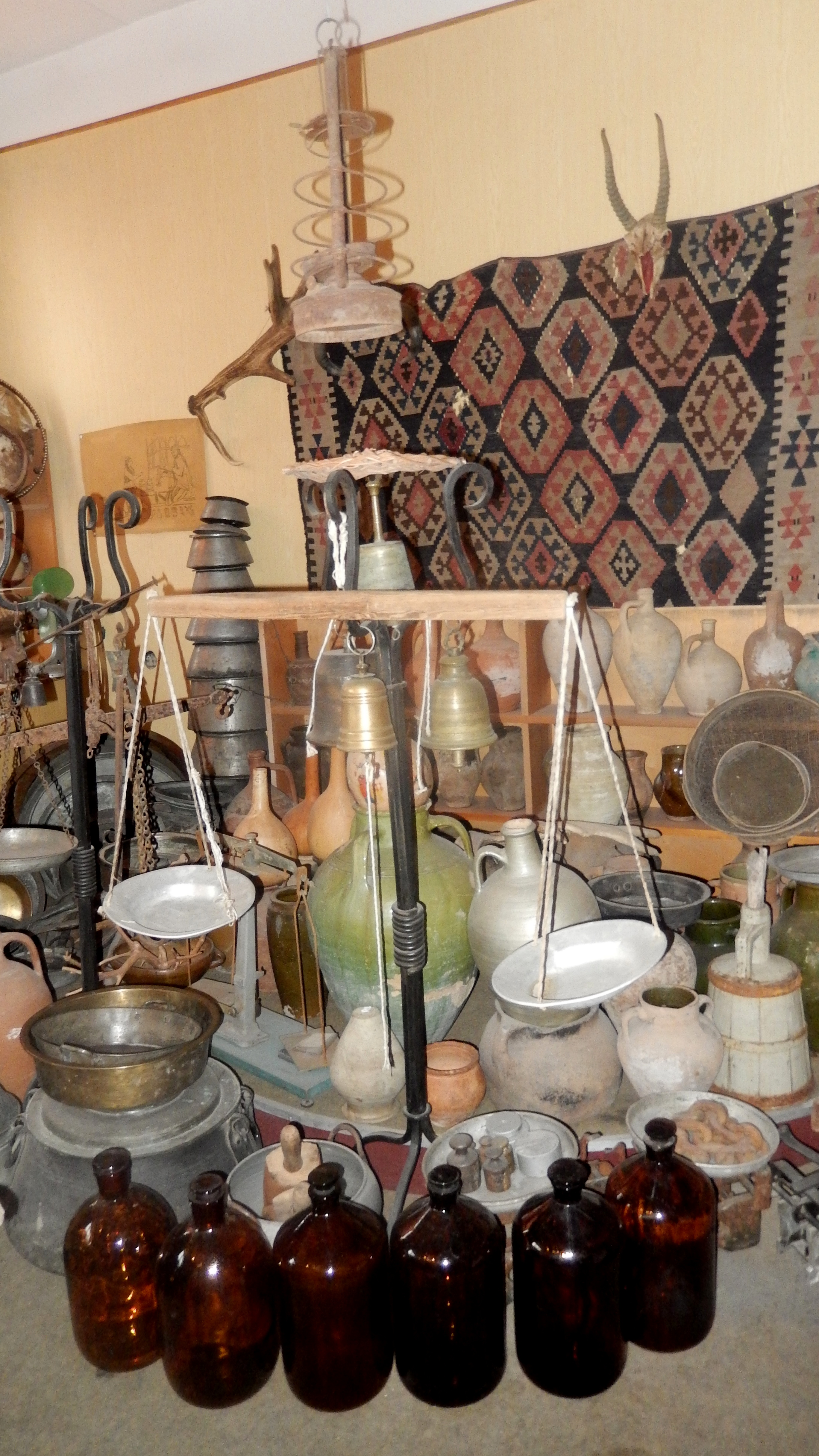